# Aleksander Rutkowski

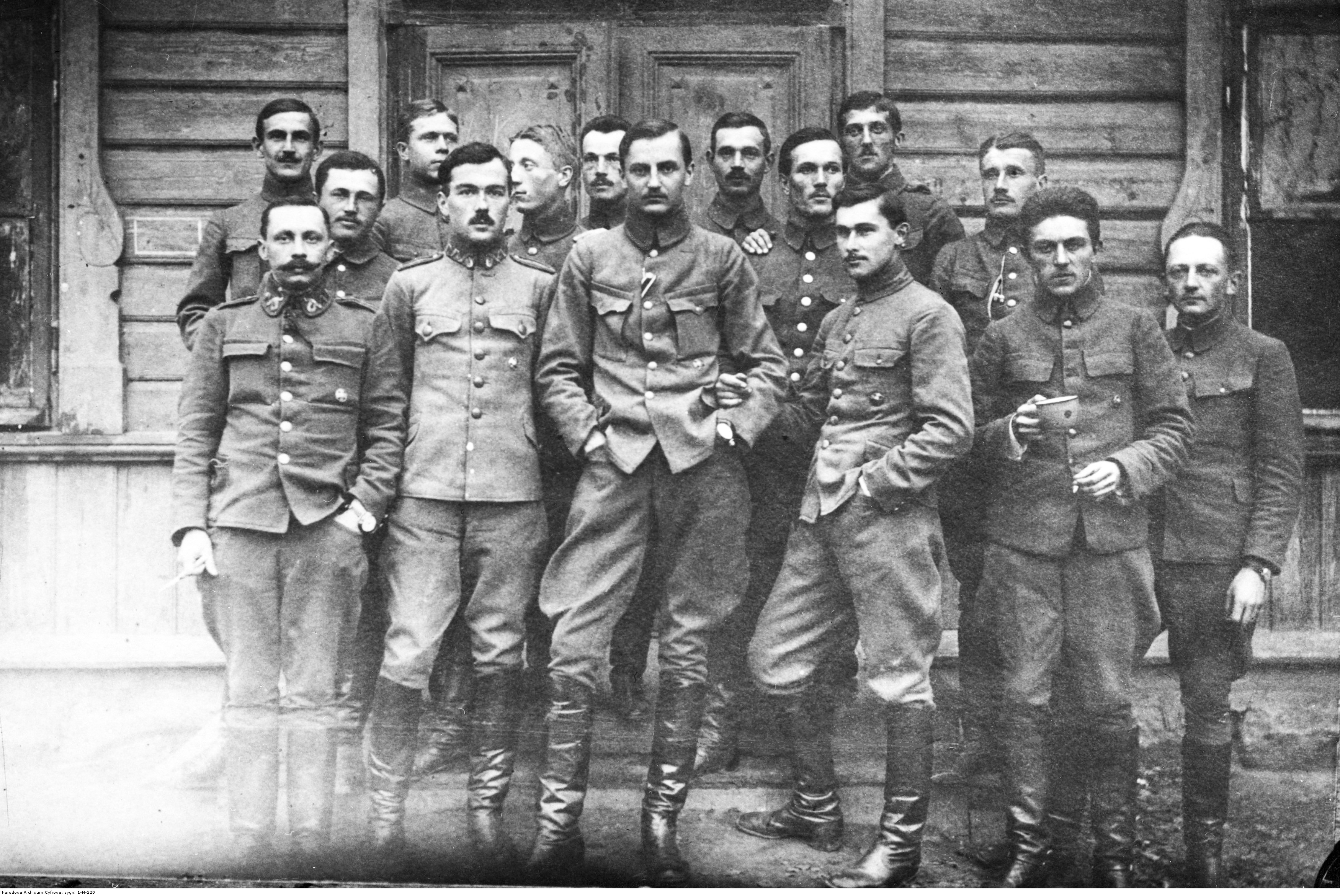
Oficerowie I Brygady Legionów Polskich w listopadzie 1916 w Baranowiczach. Aleksander Rutkowski stoi w pierwszym rzędzie, pierwszy od prawej.

Aleksander Jerzy Rutkowski (ur. 7 lutego 1884 w Bełzie, zm. w 1966) – major piechoty Wojska Polskiego, działacz niepodległościowy, dyrektor Biura Sejmu RP w latach 1934–1939.

## Życiorys
Urodził się 7 lutego 1884 w miasteczku Bełz, w ówczesnym powiecie sokalskim Królestwa Galicji i Lodomerii, w rodzinie Jana i Jadwigi z Wysockich.
15 lipca 1902 zakończył naukę w VIII klasie c. k. Gimnazjum Arcyksiężniczki Elżbiety w Samborze ze zdanym egzaminem maturalnym z odznaczeniem. W 1907 ukończył studia na Wydziale Filozoficznym Uniwersytetu Franciszkańskiego we Lwowie. W okresie studiów należał do młodzieżowej organizacji „Życie”. W roku szkolnym 1907/1908 rozpoczął pracę w c. k. V Gimnazjum we Lwowie w charakterze zastępcy nauczyciela. 28 sierpnia 1910 został przeniesiony do Filii c. k. IV Gimnazjum we Lwowie. 4 lutego 1914 został mianowany nauczycielem i przeniesiony do c. k. VIII Gimnazjum we Lwowie. Obowiązki zawodowe łączył z działalnością niepodległościową w Polowych Drużynach „Sokoła Macierzy” i Związku Strzeleckim.
W sierpniu 1914 wstąpił do Legionów Polskich. Przydzielony początkowo do 1 pułku piechoty, a następnie do batalionu uzupełniającego kapitana Andrzeja Galicy. Z dniem 11 maja 1915 przeniesiony do Departamentu Wojskowego Naczelnego Komitetu Narodowego. Do 10 sierpnia 1915 kierował delegaturą tegoż departamentu w Oświęcimiu. 9 grudnia 1915 został mianowany chorążym, a 9 maja 1916 awansował na podporucznika. W czerwcu i lipcu 1916 był przydzielony do Biura Werbunkowego w Radomiu. Następnie w 6 pułku piechoty. Po kryzysie w DW NKN wokół werbunku, przeszedł do służby liniowej i od lipca 1916 był komendantem plutonu, a potem adiutantem VI baonu 7 pułku piechoty. Po reorganizacji I Brygady i likwidacji 7 pp służył w II baonie 1 pp. W kwietniu 1917 odnotowany w 4 kompanii I baonu 1 pp i przedstawiony do odznaczenia austriackim Krzyżem Wojskowym Karola. Po kryzysie przysięgowym (lipiec 1917) został wcielony do armii austro-węgierskiej i wysłany na front włoski. W październiku 1918 urlopowany, wrócił do Lwowa i objął funkcję komendanta placu z ramienia Polskiej Organizacji Wojskowej. Od 1 listopada 1918 brał udział w obronie miasta jako członek Komendy Obrony Lwowa.
Od stycznia 1919 do 1923 służył w Adiutanturze Generalnej Naczelnika Państwa i Naczelnego Wodza na stanowisku szefa kancelarii wojskowej. 15 sierpnia 1919 został formalnie przyjęty do Wojska Polskiego z zatwierdzeniem posiadanego stopnia kapitana. 3 maja 1922 został zweryfikowany w stopniu kapitana ze starszeństwem od 1 czerwca 1919 i 261. lokatą w korpusie oficerów piechoty. Następnie służył w 1 pułku piechoty Legionów w Wilnie. W 1924 został przydzielony do Doświadczalnego Centrum Wyszkolenia w Rembertowie na stanowisko wykładowcy taktyki piechoty. Później dowodził kompanią w batalionie manewrowym w Rembertowie. 3 maja 1926 roku został mianowany majorem ze starszeństwem z 1 lipca 1925 i 15. lokatą w korpusie oficerów piechoty.
12 maja 1926 „cały korpus oficerski baonu manewrowego przeciwstawił się dowódcy baonu, ppłk. Karolowi Paterowi i opowiedział się po stronie marszałka Józefa Piłsudskiego”. Objął dowództwo nad batalionem i na jego czele wziął udział w przewrocie majowym. 22 maja tego roku został przesunięty ze stanowiska dowódcy kompanii na stanowisko pełniącego obowiązki dowódcy batalionu manewrowego. 31 marca 1927 został zwolniony ze stanowiska pełniącego obowiązki dowódcy batalionu manewrowego z równoczesnym przeniesieniem służbowym do Ministerstwa Spraw Wewnętrznych na okres sześciu miesięcy. 14 kwietnia 1927 minister spraw wewnętrznych mianował go prowizorycznym naczelnikiem wydziału w Urzędzie Wojewódzkim we Lwowie. We wrześniu tego roku został przeniesiony do kadry oficerów piechoty z równoczesnym przedłużeniem przeniesienia służbowego do MSWewn. do 31 marca 1928. Z dniem 30 listopada 1928 został przeniesiony do rezerwy. W 1934, jako oficer rezerwy pozostawał w ewidencji Powiatowej Komendy Uzupełnień Warszawa Miasto III. Posiadał przydział do Oficerskiej Kadry Okręgowej Nr I. Był wówczas w grupie oficerów „powyżej 40 roku życia”. Później został przeniesiony do pospolitego ruszenia.
W czerwcu 1928 został przeniesiony ze Lwowa do Poznania na stanowisko szefa Wydziału Bezpieczeństwa Urzędu Wojewódzkiego. Od sierpnia 1928 do 1929 pełnił obowiązki naczelnika Wydziału Społeczno-Politycznego Ministerstwa Spraw Wewnętrznych. Następnie współpracował z agencją prasową „Iskra”. W latach 1931–1934 był redaktorem naczelnym sprawozdań parlamentarnych. Od lipca 1934 do II wojny światowej pracował jako dyrektor Biura Sejmu RP. Równocześnie działał społecznie jako prezes Okręgu Stołecznego Związku Legionistów Polskich i członek zarządu Koła VI baonu I Brygady Legionów. Zmarł w 1966. 16 lipca 1910 ożenił się ze Stanisławą Rutkowską.

## Ordery i odznaczenia
- Krzyż Komandorski Orderu Odrodzenia Polski[32]
- Krzyż Niepodległości – 22 grudnia 1931 „za pracę w dziele odzyskania niepodległości”[33][34][35]
- Krzyż Walecznych dwukrotnie[28]
- Złoty Krzyż Zasługi dwukrotnie[3]
- Medal Pamiątkowy za Wojnę 1918–1921[32]
- Medal Dziesięciolecia Odzyskanej Niepodległości[32]
- Medal za Długoletnią Służbę[32]
- Odznaka „Za wierną służbę”[9]